# Gazelle à goitre
Gazella subgutturosa
Espèce
Répartition géographique
Statut de conservation UICN

 VU A2ad : Vulnérable
La gazelle à goitre (Gazella subgutturosa), ou Gazelle de Perse, est une espèce d'antilope appartenant à la famille des Bovidae. Elle doit son nom à la présence, chez le mâle, d'un élargissement du cou et de la gorge pendant la saison de reproduction. Elle réside en Asie centrale et au Moyen-Orient. Sa population a fortement décliné au cours des dernières années.

## Morphologie

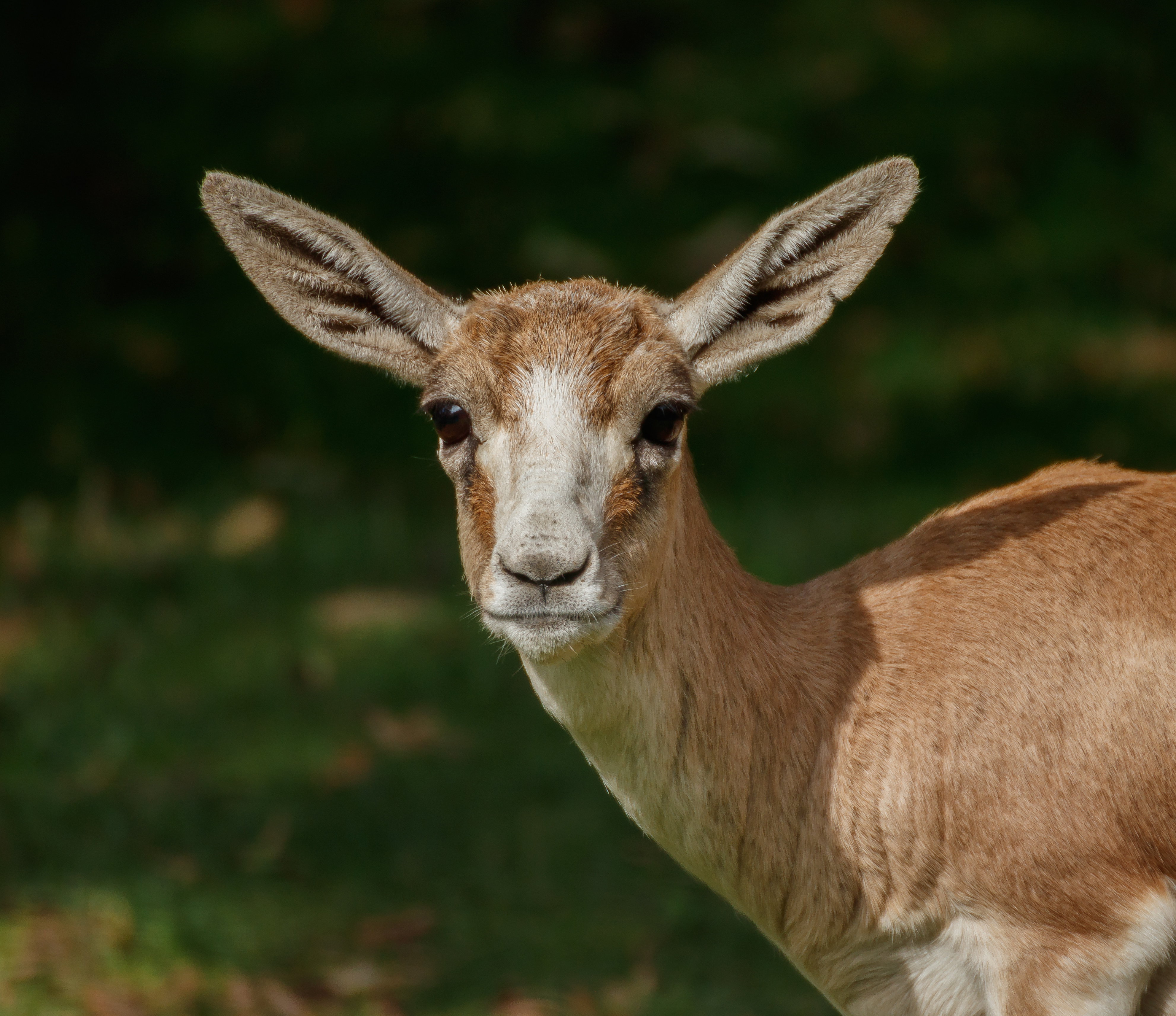
Portrait d'une gazelle à goitre au zoo de Karlsruhe. Octobre 2019.

Longue de 90 à 115 cm, cette gazelle à une hauteur au garrot de 60 à 80 cm. Son poids varie de 18 à 33 kilogrammes, les mâles étant plus lourds que les femelles. Sa queue fait de 15 à 20 centimètres de long.
Le corps est généralement d'un marron léger, mais peut varier selon les populations d'un ton très clair, presque blanc, jusqu'à un marron soutenu, avec parfois des nuances de gris, de jaune ou de rouge. Quelle que soit la couleur du dos, elle devient plus soutenue au bas des flancs, où la couleur brune rejoint le blanc du ventre le long d'une ligne nettement définie, parfois soulignée de noir. Les marques faciales, caractéristiques des gazelles, ne sont bien visibles que chez les individus jeunes : avec l'âge, le front et le museau blanchissent, même si la bande brune reliant l'œil au museau subsiste. Dans les populations de la péninsule arabique, ces marques sont absentes même chez les jeunes. La queue est noire, bien visible sur les fesses blanches.

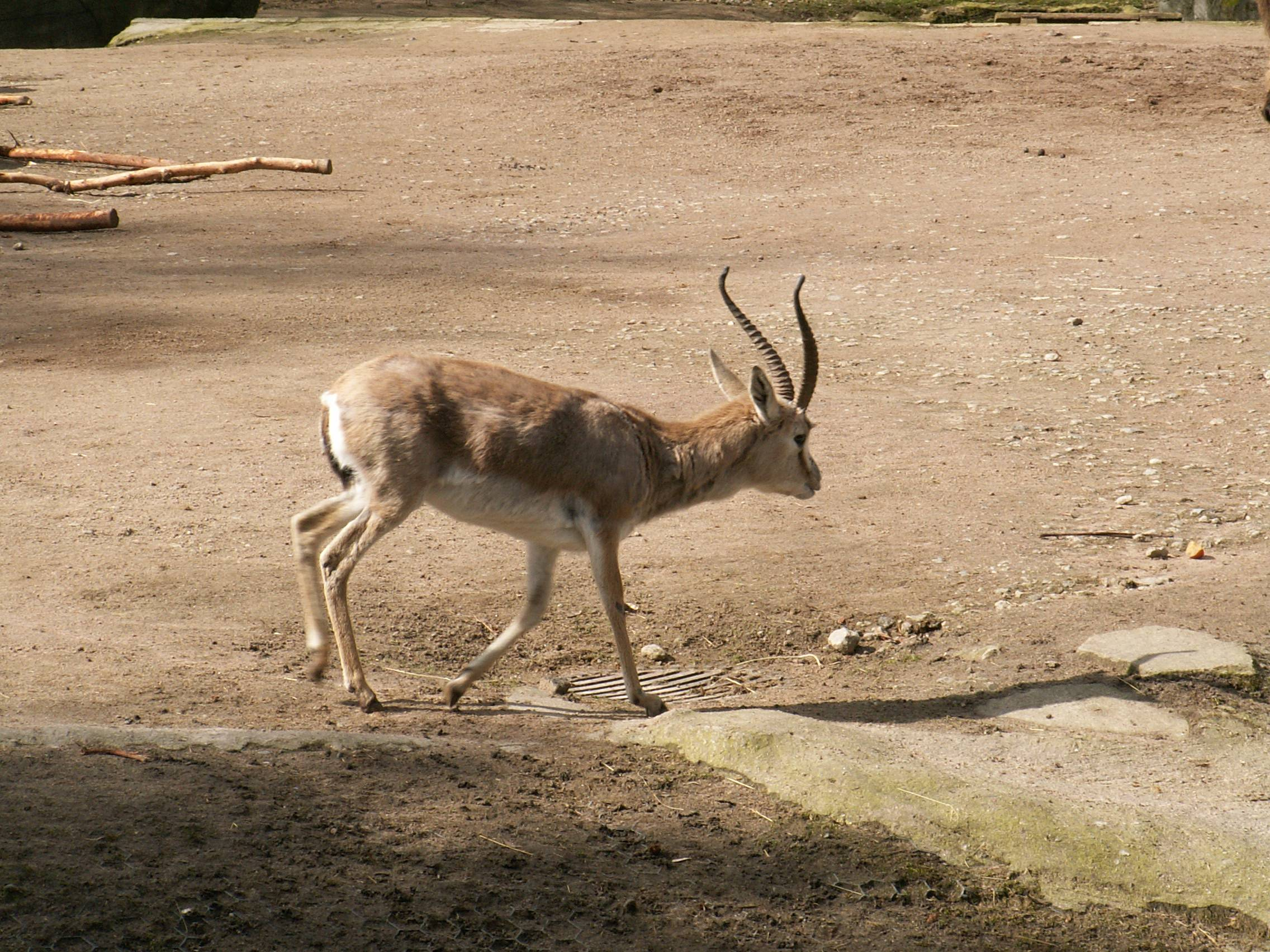
Gazelle à goitre mâle

Contrairement aux autres gazelles, généralement seul le mâle porte des cornes, mais dans certaines populations, les femelles en portent elles aussi. Fait remarquable, les gazelles à goitre de Chine et Mongolie en sont le plus souvent dépourvues, mais plus on s'approche de l'autre extrémité de l'aire de répartition de l'espèce (la péninsule arabique), plus le nombre de femelles à cornes est important : celle de la péninsule arabique en sont toutes pourvues. Ces cornes peuvent faire de 25 à 43 cm de long. De couleur sombre, elles forment un « S » très ouvert, penché vers l'arrière de l'animal.
Pendant le rut, le larynx des mâles se développe et devient visible de l'extérieur.

## Comportement

### Alimentation
Cette gazelle se nourrit d'herbes, de pousses et de feuilles. Elle broute en se déplaçant et consomme environ 30 % de sa masse en végétaux par jour.

### Locomotion
Ces gazelles galopent à grande vitesse, jusqu'à 60 km/h . Elle réalise des migrations saisonnières à la vitesse de plusieurs dizaines de kilomètres par jour (voir le paragraphe Répartition et habitat).

### Comportement social

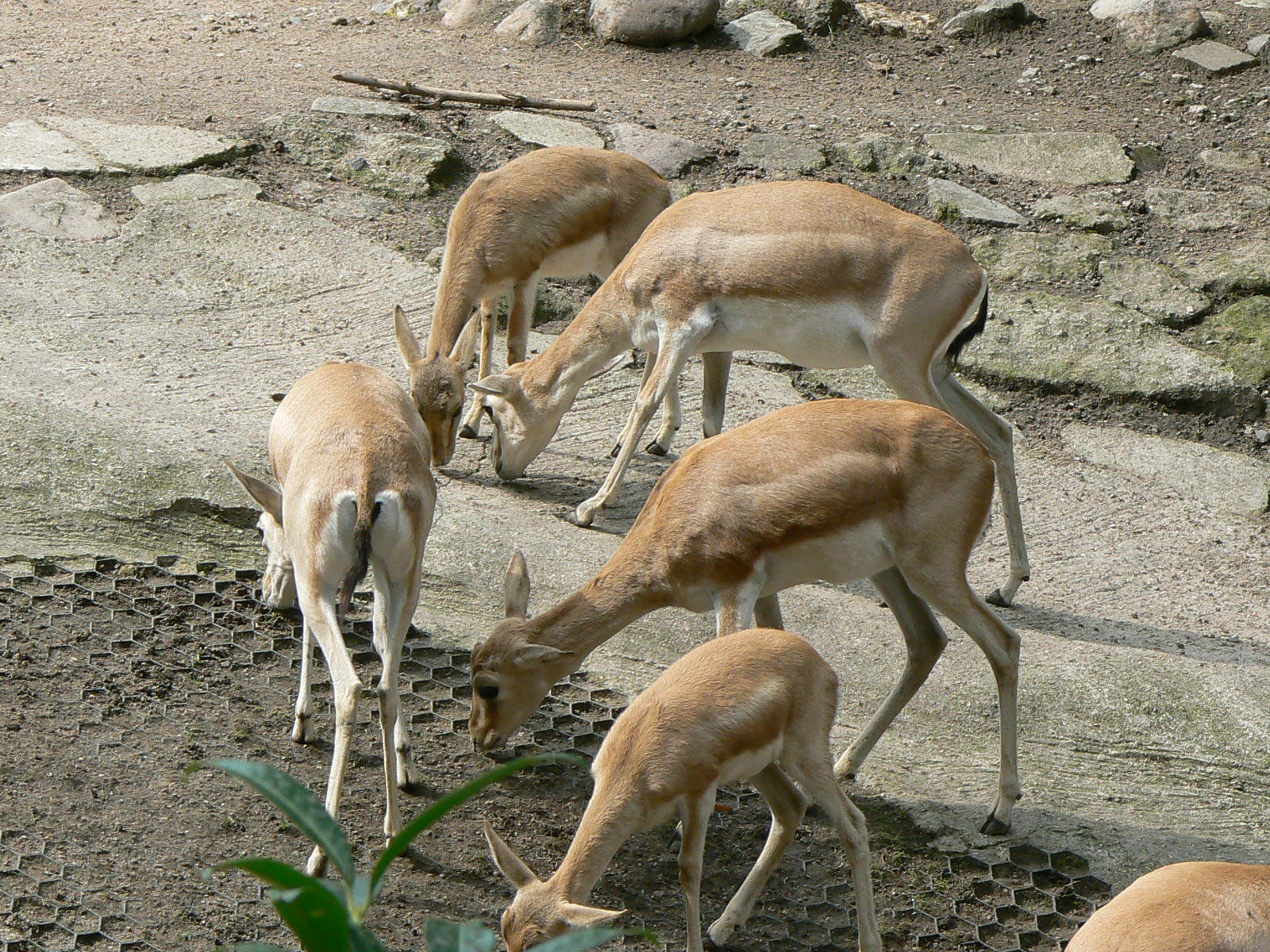
Groupe de Gazelles à goitre femelles en captivité

En été, la gazelle à goitre se déplace en petits groupes familiaux de deux à cinq individus. En hiver, elles se regroupent en troupeaux comptant d'une douzaine à une centaine de têtes. Pendant la saison de reproduction, le mâle défend un territoire qu'il marque avec des excréments et diverses sécrétions. Il signale sa présence par de forts meuglements rauques rendus possibles par le développement de son larynx.

### Reproduction
La période de gestation dure de cinq à six mois. Un à deux petits sont mis au monde (il peut y en avoir jusqu'à quatre). La femelle allaitera ses petits jusqu'à ce qu'ils atteignent l'âge de quatre ou cinq mois. La maturité sexuelle survient à l'âge de neuf mois pour les femelles et 18 mois pour les mâles ; la durée de vie de cette gazelle est d'environ 11 ou 12 ans,.
La gazelle à goitre se reproduit de novembre à janvier ; les naissances ont lieu entre avril et mai. Pendant les deux premières semaines, les petits restent très souvent seuls, cachés loin de leur mère qui revient les allaiter trois fois par jour. Ils ne suivront leur mère que lorsque leurs pattes auront suffisamment de force et de stabilité.

## Répartition et habitat

### Répartition
On la trouve dans la Péninsule Arabique, en Irak, en Syrie, en Iran, dans le sud-ouest du Pakistan, en Turquie, en Azerbaïdjan, au Kazakhstan, dans les pays d'Asie centrale ainsi que dans le désert de Gobi en Mongolie et en Chine.

### Habitat
Son habitat habituel est les plaines ou plateaux, avec végétation semi-aride à steppique, et dans les déserts qu'ils soient sableux ou caillouteux, ainsi que les plateaux calcaires à végétation rase. Elles évitent les zones trop accidentées (falaises, ravins), les bois où la végétation est trop dense et les régions où l'agriculture est intensive. On peut les trouver du niveau de la mer jusqu'à plus de 3 000m d'altitude en été.

### Migration
La plupart des populations réalisent des migrations saisonnières. Les troupeaux couvrent en hiver de 10 à 30 kilomètres par jour, contrairement aux habituels un à trois kilomètres parcourus en été.

## La gazelle à goitre et l'homme

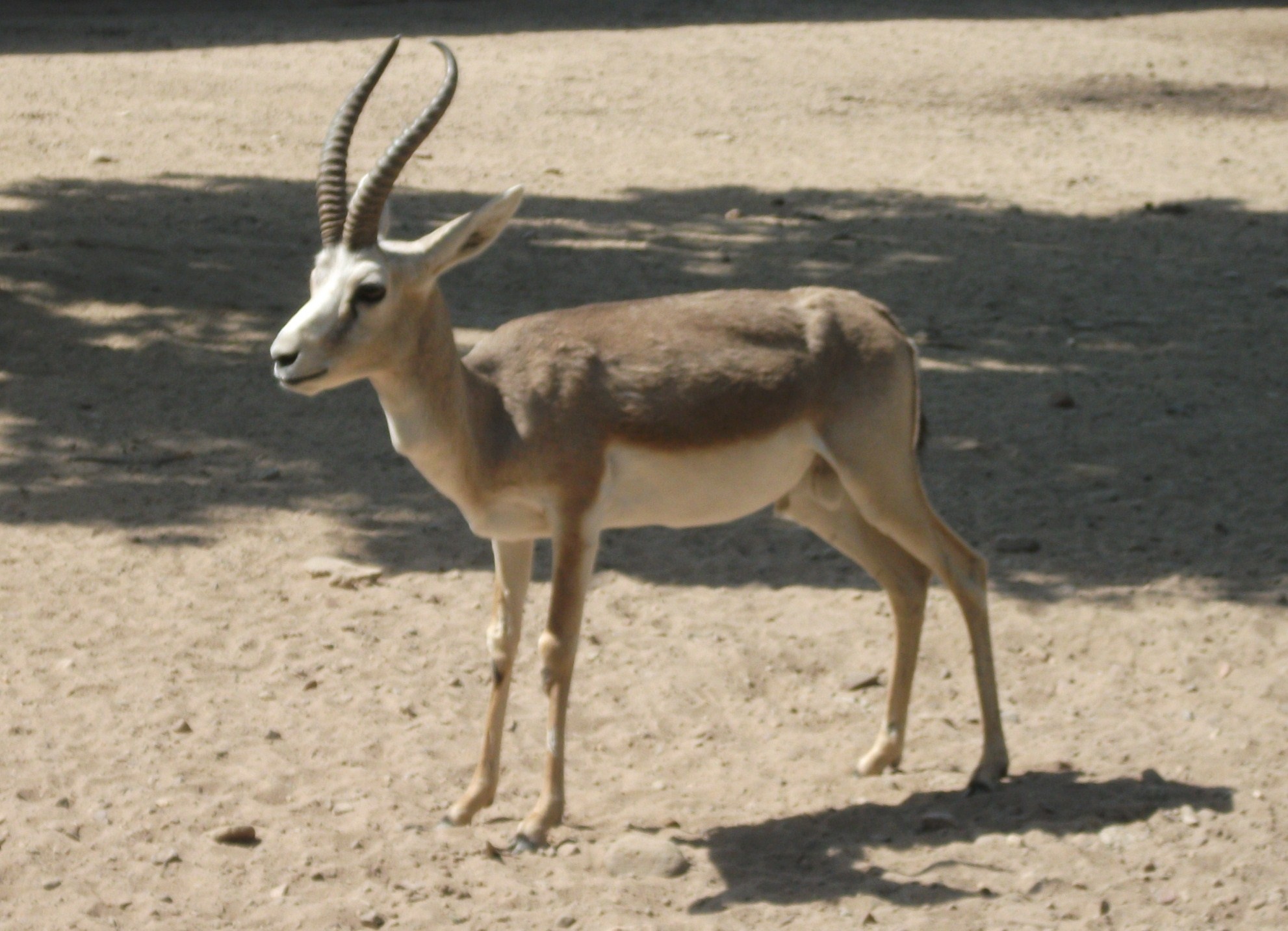
Mâle au parc zoologique de Tachkent.

### Position systématique
À cause des grandes différences existant entre cette espèce et les autres gazelles, certains auteurs la place dans un sous-genre à part : Trachelocele.
Il existe deux sous-espèces de gazelle à goitre:
- Gazella subgutturosa marica (Thomas, 1897): Péninsule Arabique
- Gazella subgutturosa subgutturosa (Güldenstädt, 1780): Israël, Jordanie, de l'est du Caucase jusqu'en Iran.

### Statut et préservation
Sur toute son aire de répartition, la gazelle à goitre est victime de la chasse et de la disparition de son habitat. Elle est toujours largement répandue, mais ses effectifs diminuent rapidement. Bien qu'on estime qu'il existe encore des populations importantes dans le désert de Gobi (Mongolie, Kazakhstan), certaines populations comme celles de Jordanie ont presque disparu, et celles de l'Irak, de la Syrie, du Yémen, du Koweït, de la Géorgie et de la Russie sont éteintes,.
La population mondiale de cette gazelle était estimée à entre 120 000 et 140 000 individus par Mallon et Kingswood en 2001. Elle a subi depuis un tel déclin que l'UICN a classé cette espèce dans la catégorie « vulnérable », selon le critère A2 (réduction de la population estimée à 80 % lors des 10 dernières années). L'UICN a également classé la sous-espèce G. subgutturosa marica dans la catégorie « vulnérable », mais selon le critère C2Ai (moins de 250 individus matures dans une population en déclin, avec moins de 50 individus matures dans chaque groupe de population).
La Convention de Bonn a quant à elle classé l'espèce entière en annexe II.
Cette espèce est aussi protégée par la Convention de Berne depuis 2002 (annexe II).

## Numismatique et philatélie

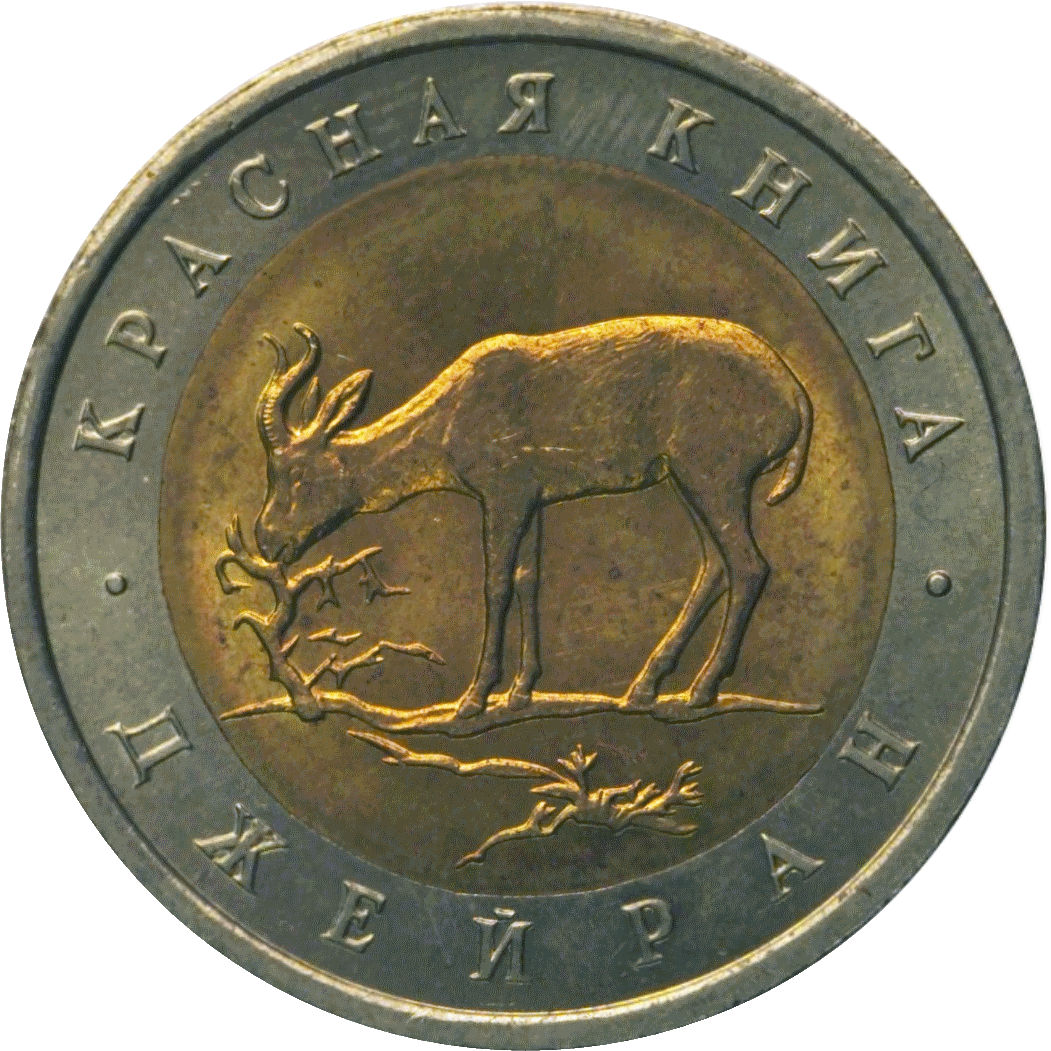
Gazelle à goitre sur l'envers d’une pièce de 50 roubles

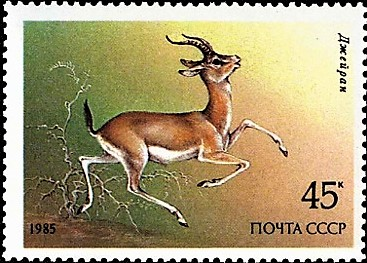
Gazelle à goitre sur un timbre émis par l'URSS en 1985